# Chabala
Chabala (kinesiska: 茶巴拉, 茶巴拉乡) är en socken i Kina. Den ligger i den autonoma regionen Tibet, i den sydvästra delen av landet, omkring 73 kilometer sydväst om regionhuvudstaden Lhasa. Antalet invånare är 3586. Befolkningen består av 1 890 kvinnor och 1 696 män. Barn under 15 år utgör 25,0 %, vuxna 15-64 år 67 %, och äldre över 65 år 7,0 %.
Genomsnittlig årsnederbörd är 772 millimeter. Den regnigaste månaden är juli, med i genomsnitt 235 mm nederbörd, och den torraste är januari, med 1 mm nederbörd.